# Шольинское (сельское поселение)
Шольинское — упразднённое муниципальное образование со статусом сельского поселения в составе Камбарского района Удмуртии.
Административный центр — село Шолья.
Законом Удмуртской Республики от 30.04.2021 № 41-РЗ упразднено в связи с преобразованием муниципального района муниципальный округ.

## Состав
В состав сельского поселения входят 3 населённых пункта:
- село Шолья;
- деревня Мазунинское лесничество;
- населённый пункт Дома 1164 км.

## Население
| 2010  | 2012  | 2013  | 2014  | 2015  | 2016  | 2017  |
| ----- | ----- | ----- | ----- | ----- | ----- | ----- |
| 1357  | ↘1341 | ↗1351 | ↗1353 | ↗1365 | ↗1376 | ↘1334 |
| 2018  | 2019  | 2020  |       |       |       |       |
| ↘1329 | ↘1323 | ↘1309 |       |       |       |       |